# Anta da Estria

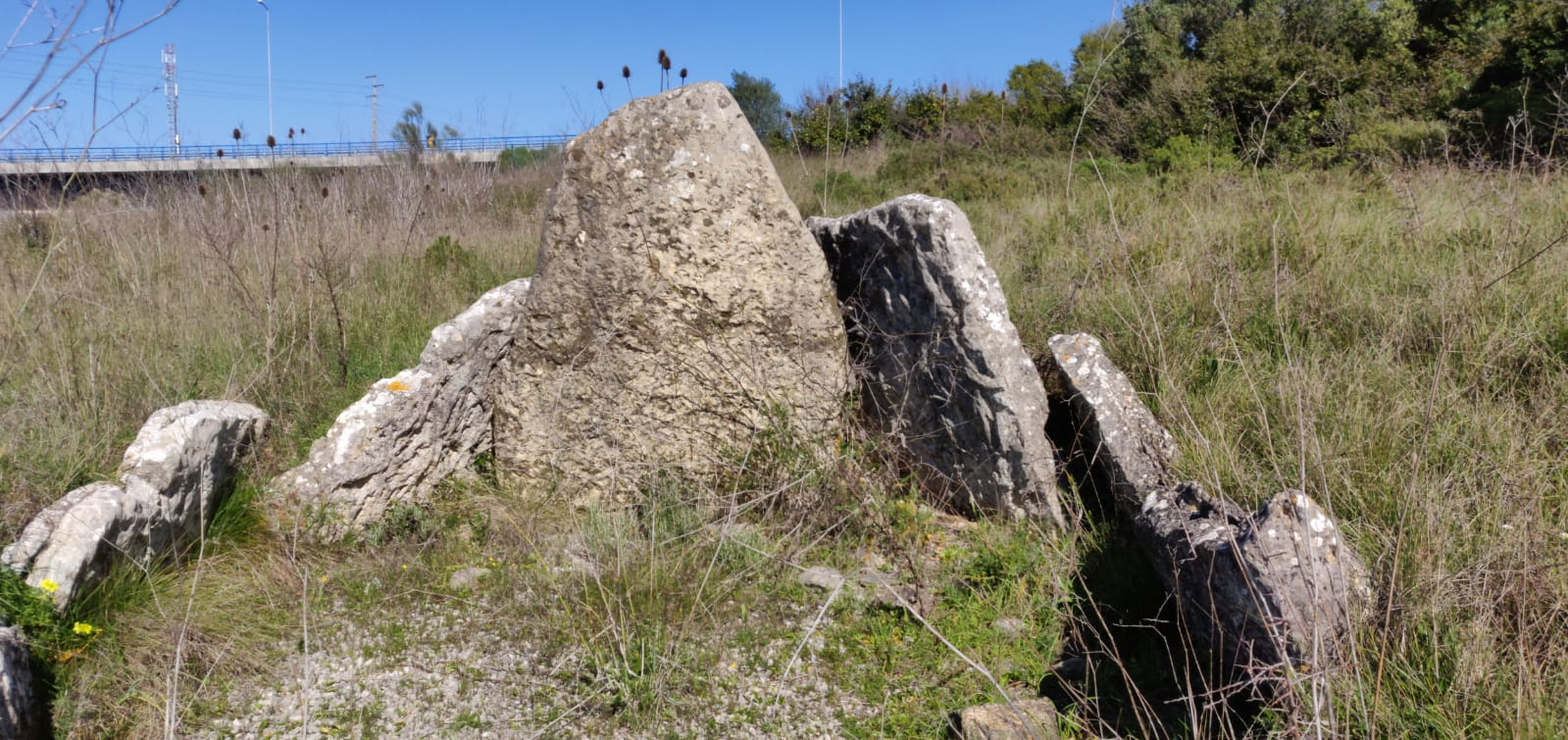
Anta da Estria (2019)

Die Anta da Estria liegt zwischen Belas und Queluz (von der A9 aus zugänglich) bei einer Autobahnraststätte der A9 (CREL) nordwestlich von Lissabon in der Estremadura in Portugal. Anta ist die portugiesische Bezeichnung für etwa 5000 Megalithanlagen oder Dolmen, die während des Neolithikums im Westen der Iberischen Halbinsel von den Nachfolgern der Cardial- oder Impressokultur errichtet wurden. 
Die zwischen 3000 und 2000 v. Chr. errichtete Anta mit den Resten von sechs Tragsteinen (einer fehlt völlig) in einer polygonalen Langkammer gehört zu den „Antas de Belas“. Die Decksteine von Kammer und Gang und fast alle Tragsteine des Ganges fehlen oder sind abgeschlagen. Die ersten Ausgrabungen wurden von Carlos Ribeiro (1813–1882) Mitte des 19. Jahrhunderts durchgeführt. Die auch von Georg (1870–1957) und Vera Leisner (1885–1972) untersuchte Anta bewahrte Reste ihres Hügels.
Im Jahre 1910 wurde die Anta zusammen mit den benachbarten Anten Anta do Senhor da Serra und Anta do Monte Abraão unter dem Namen Antas de Belas als Monumento Nacional eingetragen und geschützt.
Zu den Funden gehören ein Báculo, Keramik, ein Lunula, Kalkstein- und Schieferplattenidole und eine Votivhacke.